# اصغر حاجیلو
اصغر حاجیلو (زاده ۱۰ مرداد ۱۳۳۵) بازیکن سابق فوتبال تیم ملی فوتبال ایران است که تمام دوران حرفه‌ای فوتبال خود را در استقلال تهران گذرانده‌ است.
وی در جام ملت‌های آسیا ۱۹۸۴ که به چهارمی ایران منجرشد، عضو تیم ملی فوتبال ایران بود. حاجیلو از اسفند ۱۳۹۰ با حکم علی فتح‌الله‌زاده، رئیس آکادمی باشگاه فوتبال استقلال می‌باشد. اصغر حاجیلو برادر کوچکتر محسن حاجیلو مجری تلویزیون 
است. 
او جزو ۱۴ نفری بود که در سال ۱۳۶۵ ه. ش، و هنگام بازی‌های آسیایی ۱۹۸۶ در اعتراض به کادر فنی تیم ملی، از این تیم استعفا داد. پس از این استعفا او سه ماه از حضور در میادین محروم شد و دیگر به تیم ملی برنگشت.

## افتخارات
قهرمانی لیگ فوتبال ایران ۱۹۸۱-۸۲ و ۱۹۸۲-۸۳ به همراه استقلال تهران
نایب قهرمانی لیگ فوتبال ایران ۱۹۸۴-۸۵ و ۱۹۸۷-۸۸ به همراه استقلال تهران
قهرمانی جام حذفی فوتبال ایران  ۵۷-۱۳۵۶ به همراه استقلال تهران